# Palacio Pedro Ernesto
El Palacio Pedro Ernesto es un edificio histórico ubicado en Río de Janeiro, Brasil. Desde 1923 es la sede de la Cámara Municipal de Río de Janeiro.

## Historia
El edificio fue inaugurado en 1923 habiendo recibido el apodo de "Gaiola de Ouro" (en español "Jaula de Oro") por el  historiador Brasil Gerson debido al altísimo costo de su construcción de 23 mil contos de réis, más del doble del costo de construcción del vecino Teatro Municipal de Río de Janeiro. El proyecto y la construcción del edificio fueron realizadas por el ingeniero Heitor de Melo y por el arquitecto Arquimedes Memória, mostrando además obras de Carlos Oswald, Eliseu Visconti y de los hermanos Carlos y Rodolfo Chambelland.
Antes de instalarse definitivamente en el Palacio, la Cámara Municipal ocupó 14 edificios diferentes entre los que se encuentran la Casa de Camara y Prisión en el Morro do Castelo (1567–1637), la Casa Térrea al lado de la Iglesia de São José (1636–1736), la Cadeia Velha (1736–1787 y 1792–1808), el Arco do Teles en el Largo do Paço (1787–1790), el Palacio Municipal en Campo de Santana (1825–1874), el Palacio de Campo de Santana (1882–1896) y el Liceu de Artes e Ofícios (1919–1923).